# Neolophonotus hirsutus
Neolophonotus hirsutus là một loài ruồi trong họ Asilidae. Neolophonotus hirsutus được Ricardo miêu tả năm 1920. Loài này phân bố ở vùng nhiệt đới châu Phi.